# Антиохийский собор (363)
Антиохи́йский собо́р — поместный собор, состоявшийся в 363 году. Собор подтвердил Никейский символ веры, но в чисто омиусианском понимании.

## Участники
- Мелетий Антиохийский,
- Евсевий Самосатский[англ.][1],
- Евагрий Сикелийский,
- Ураний Анамийский,
- Зоил Ларисский,
- Акакий Кесарийский,
- Антипатр Росский,
- Авраамий Уримский,
- Аристеник Селевковильский,
- Варламен Пергамский,
- Ураний Мелитинский,
- Магнос Халкидонский,
- Евтихий Элевтеропольский,
- Исаконис из Великой Армении,
- Тит Бострийский,
- Петр Сиппский,
- Пелагий Лаодикийский,
- Аравиан Антрский,
- Писон Аданский через пресвитера Ламидриона,
- Сабиниан Зевгматский,
- Афанасий Анкирский через пресвитеров Орфиста и Аэция,
- Фринион Газский,
- Писон Августийский,
- Патрикий Палтийский через пресвитера Ламириона,
- Анатолий Верийский,
- Феотим Аравский,
- Лукиан Аркийский

## История
В середине IV века продолжаются триадологические споры. Главным вопросом, который решался христианскими богословами в это время, был вопрос отношения Бога Отца и Бога Слово (Сына). В начале IV века Арий предложил учение, согласно которому Сын является «тварью» (то есть сотворенным) и создан «из не-сущих» (то есть было время когда Сына не было). В 325 году состоялся Собор, на котором учение Ария было отвергнуто и был утверждён Никейский символ веры. В Символе веры были использованы новые термины и выражения «единосущный» (др.-греч. «ὁμοούσιος» — «омоусиос») и «из сущности» (др.-греч. «ἐκ οὐσίας»); то есть, Сын единосущен Отцу, и Сын Божий рождён из сущности Отца. Термин «единосущный» в отношении Отца и Слова был введён антитринитарием Павлом Самосатским в III веке, который как и Савеллий отрицали троичность лиц в Боге. Триадологическая терминология в начале IV века была в зачаточном состоянии, термин «ипостась» не был отделён от термина «сущность». По этой причине среди богословов шли поиски новых терминов для выражения отношений между Отцом и Сыном. Для того, чтобы избежать обвинения в савеллианстве вместо термина «единосущный» были предложены два других: «подобносущный» (др.-греч. «ὁμοιούσιος» — «омиусиос») и «подобный» (др.-греч. «ὅμοιος» — «омиос»). Термин «подобный» был введен для того, чтобы вообще избежать использования термина «сущность» (др.-греч. «οὐσία» — «усия»). Используя термины «подобносущный» и «подобный», составлялись на церковных соборах и Символы веры. Епископы условно были разделены на три категории: 1. Омоусиане, те кто держался за термин «единосущный» 2. Омиусиане, те кто использовал термин «подобносущный», 3 Омии, те кто использовал термин «подобный». В зависимости от того какое вероисповедание принимали Византийские императоры зависело положение одной из трёх категорий епископов, они становились или во главе епархий или в изгнании.
Константин Великий, собравший Первый Никейский собор, в начале своего правление поддерживал омоусиан. Но к концу своего правление Константин предпочтение отдаёт омиям и омиусианам, его церковную политику поддерживает его сын и преемник император Констанций II с 337 по 361 год. Юлиан Отступник был равнодушен к спорам внутри Христианства, он даёт свободу вероисповедания, уравняв, в том числе, язычество и любые ветви христианства. Афанасий в Александрии в 362 году собирает церковный собор, на котором подтверждает Никейский символ веры. В 363 году императором становится Иовиан, он сторонник единосущия. Иовиан исповедует Никейский символ и своим эдиктом признаёт Афанасия в качестве правящего епископа в Александрии. Осенью 363 года собирается церковный собор в Антиохии под председательством Мелетия Антиохийского. Мелетий как Евсевий Самосатский и Акакий Кесарийский не были омоусианами перед началом собора, они принадлежали к омиям. Последовательными и строгими омоусианами, признаваемыми как единственная православная община в Антиохии Афанасием Великим, а и впоследствии Римскими Папами, были христиане, имеющими в качестве предстоятеля Павлина. Но Павлин и его клир в соборе не участвовали. По причине того, что Мелетий и участники собора отрицали единосущие, решение Антиохийского собора омиусианское. Соборное решение с изложением веры, под которым стоят подписи епископов, представляет собой Послание к императору Иоавиану. В Послании объяснено, что слово «сущность» принято отцами Никейского собора не по причине, что оно встречается у язычников, а для опровержения слова «из несущего», которое нечестиво употребил ο Христе Арий и которое ко вреду церковного единомыслия бесстыдно употребляют в настоящее время аномеи. В конце послания изложен Никейский символ веры, но перед этим делается очень существенная оговорка: термин «ὁμοούσιος» объясняется в смысле «подобия по существу»: 
А что в ней одно слово, то есть «единосущный» для иных кажется странным; то от Отцов оно получило определенное объяснение, именно означает, что Сын родился из существа Отчего и что по существу Он подобен Отцу.
 Соборное решение сохранилось у Сократа Схоластика и Ермия Созомена. Сократ Схоластик в своей книге «Церковная история» называет участников собора акакианами, последователями Акакия Кесарийского, то есть омиями.